# Georges Guévremont
Georges Guèvremont (né le 3 janvier 1897 à Sorel, mort le 14 octobre 1963 à Montréal) est un pharmacien et un homme politique québécois. Il a été le député de Montréal—Jeanne-Mance pour l'Union nationale de 1948 à 1952.
Il a également été conseiller municipal à la Ville de Montréal de 1940 à 1954 et membre du comité exécutif de 1940 à 1944.